# Tour du feu (Sopron)
Pour les articles homonymes, voir Tour du feu.
 (mars 2025).
Si vous disposez d'ouvrages ou d'articles de référence ou si vous connaissez des sites web de qualité traitant du thème abordé ici, merci de compléter l'article en donnant les références utiles à sa vérifiabilité et en les liant à la section « Notes et références ».
La Tour du feu (hongrois : Tűztorony, prononcé [ˈtyːstoɾoɲ], en français aussi Tour de guet) est une tour de 58 mètres construite en 1290. Elle marque l'entrée de la vieille ville de Sopron.